# شهرزاد (کورساکف)
سوئیت سمفونیک شهرزاد (به روسی: Шехерезада)، اپوس ۳۵، یکی از آثار نیکولای ریمسکی کورساکف است. کورساکف شهرزاد را در سال ۱۸۸۸ میلادی و بر پایهٔ داستان‌های هزار و یک شب نوشته‌است.
شهرزاد را می‌توان یکی از محبوب‌ترین ساخته‌های کورساکف به‌شمار آورد. این اثر ارکسترال، نمونهٔ بارز ترکیب متمایزکنندهٔ آثار کورساکف در آمیزش سازبندی خیال‌پردازانه و رنگارنگ با ملودی‌های پرزرق و برق است.

## تاریخچه
در زمستان سال ۱۸۸۷ و زمانی که کورساکف روی اپرای ناتمام الکساندر برودین با نام شاهزاده ایگور کار می‌کرد، تصمیم گرفت اثری ارکسترال بر مبنای داستان‌های هزار و یک شب بسازد. پس از آماده شدن اتودهای اولیه کورساکف به‌همراه خانواده‌اش به منطقهٔ «گلینکی ماورینی داشا» در استان لنینگراد رفتند. در آن‌جا و در تابستان ۱۸۸۸ بود که کورساکف کار نوشتن شهرزاد و اورتور جشنواره عیدپاک روسیه را به‌پایان رساند. نسخهٔ دستنویس نت‌ها که به خط خود کورساکف موجود هستند نشان می‌دهند که او باید این اثر را بین ۴ ژوئیه تا ۷ اوت ۱۸۸۸ تکمیل کرده باشد.
نخستین اجرای شهرزاد در ۲۸ اکتبر ۱۸۸۸ به‌رهبری ریمسکی کرساکف در سن پترزبورگ انجام گرفت.

## موومان‌ها
شهرزاد ۴ موومان دارد و کورساکف در ابتدا قصد داشت طبق روال معمول این چهار موومان را پرلود، بالاد، آداجو و فیناله نامگذاری کند. اما با اصرار آناتولی لیادو و دیگران، نام ۴ داستان از داستان‌های هزار و یک شب را برای ۴ موومان شهرزاد انتخاب کرد. نام موومان‌های شهرزاد به ترتیب «دریا و کشتی سندباد»، «شاهزاده کلندر»، «شاهزاده و شاهدخت جوان» و «جشنوارهٔ بغداد» هستند.

## ساختار
شرحی که خود ریمسکی کرساکف در آغاز پارتیسیون شهرزاد نوشته چنین است: «سلطان شهریار که بدین نتیجه رسیده‌است از زنان جز بی‌وفایی و نیرنگ نباید انتظار داشت، سوگند یاد کرده‌است تا هر یک از زنان حرم‌سرای خود را پس از کام‌جویی شب نخست به هلاکت رساند. در این میان یکی از زنان به نام شهرزاد موفق می‌شود با توسل به شیوهٔ جالبی جان خود را نجات دهد. او به سلطان می‌گوید که می‌خواهد داستان دل‌نشینی را برایش تعریف کند. سلطان به شنیدن داستان شهرزاد راغب می‌شود ولی زمانی که پاسی از نیمه‌شب می‌گذرد، شهرزاد قصهٔ خود را ناتمام می‌گذارد و بقیهٔ آن را به شب بعد موکول می‌کند. شهرزاد این شیوه را تا هزار و یک شب ادامه می‌دهد و سلطان شهریار که نسبت به شنیدن قصه‌های شهرزاد علاقه‌مند شده، با شکیبایی این مدت را می‌گذراند و در پایان به‌کلی از قصد کشتن شهرزاد منصرف می‌شود.»

## سازبندی
سازها برای اجرای این اثر تشکیل شده‌است از:
- سازهای بادی چوبی

فلوت پیکولو، ۲ فلوت، ۲ ابوا، کر آنگله، ۲ کلارینت در لا و سی بمل، ۲ فاگوت
- سازهای بادی برنجی

۴ هورن در فا، ۲ ترومپت در سی بمل و لا، ۳ ترومبون، توبا
- سازهای کوبه‌ای

تیمپانی، طبل بزرگ، طبل کوچک، سنج، مثلث، دایره زنگی، تام-تام
- سازهای زهی

چنگ، ویولن‌ها، ویولاها، ویولنسل‌ها، کنترباس‌ها